# Sual
Sual (Bayan ng Sual) är en kommun i Filippinerna. Kommunen ligger på ön Luzon, och tillhör provinsen Pangasinan. Folkmängden uppgår till 25 832 invånare.

## Bildgalleri

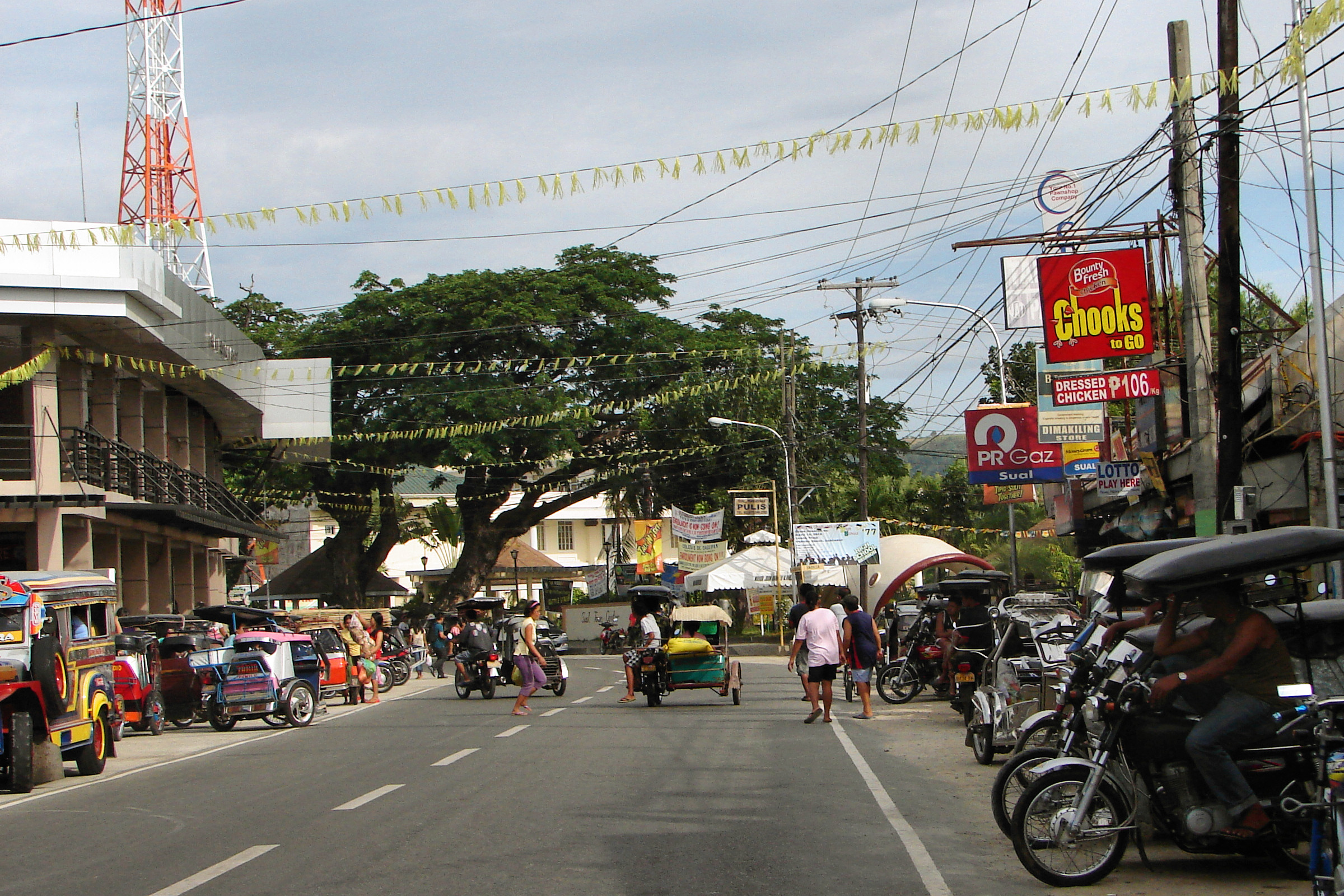
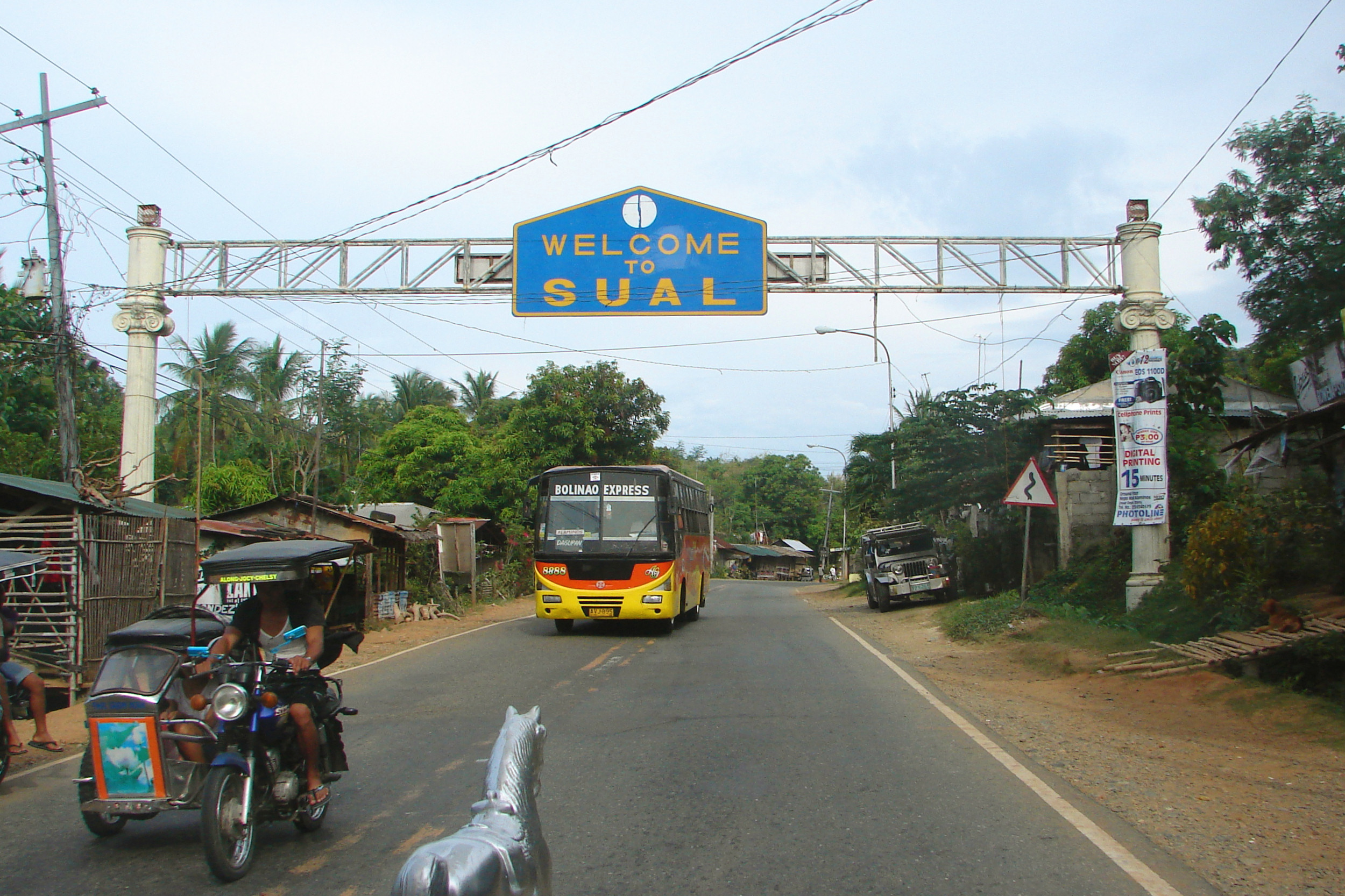
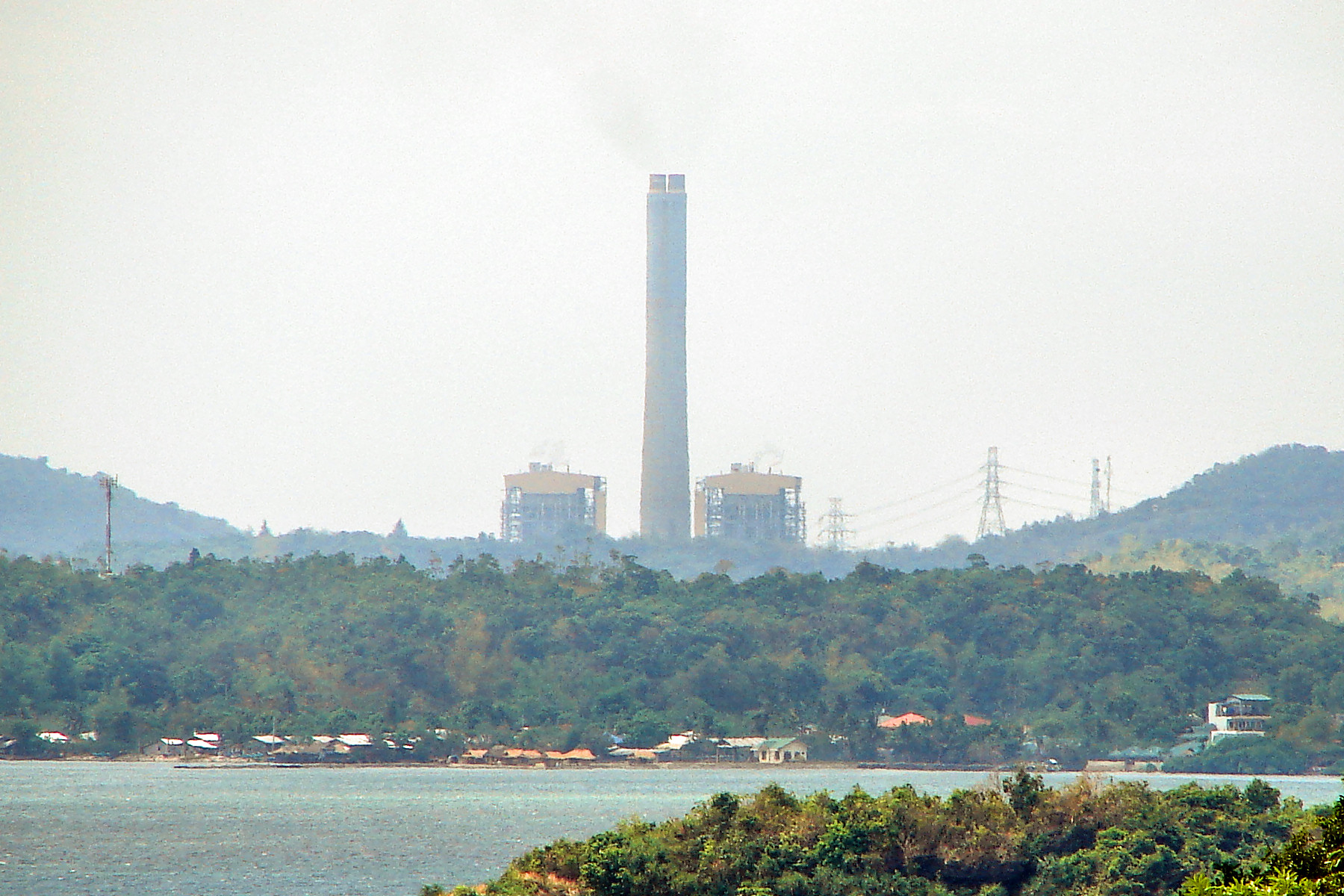

## Barangayer
Sual är indelat i 19 barangayer.
| - Baquioen - Baybay Norte - Baybay Sur - Bolaoen - Cabalitian - Calumbuyan - Camagsingalan - Caoayan - Capantolan - Macaycayawan | - Paitan East - Paitan West - Pangascasan - Poblacion - Santo Domingo - Seselangen - Sioasio East - Sioasio West - Victoria |